# Fiumefreddo Bruzio
Fiumefreddo Bruzio és un municipi italià, dins de la província de Cosenza, que limita amb els municipis de Cerisano, Falconara Albanese, Longobardi i Mendicino a la mateixa província.

## Evolució demogràfica
| Població censada al municipi de Fiumefreddo Bruzio | Població censada al municipi de Fiumefreddo Bruzio | Població censada al municipi de Fiumefreddo Bruzio |
| -------------------------------------------------- | -------------------------------------------------- | -------------------------------------------------- |
|                                                    |                                                    |                                                    |
| Notes:                                             | Elaboració gràfica per part de la Viquipèdia       |                                                    |
|                                                    | Font: ISTAT (Institut Nacional d'Estadística)      |                                                    |